# Samurai
Samurai (侍?  ori, mult mai rar, 士) este un termen care a fost folosit în Japonia pentru a desemna indivizi aparținând nobilimii militare. cuvântul samurai este derivat din verbul japonez saburau (de unde a derivat și numele masculin „Saburo”) însemnînd a servi. Samuraiul era literal servitorul unui nobil. Casta samurailor a fost desființată după Restaurația Meiji (1868).

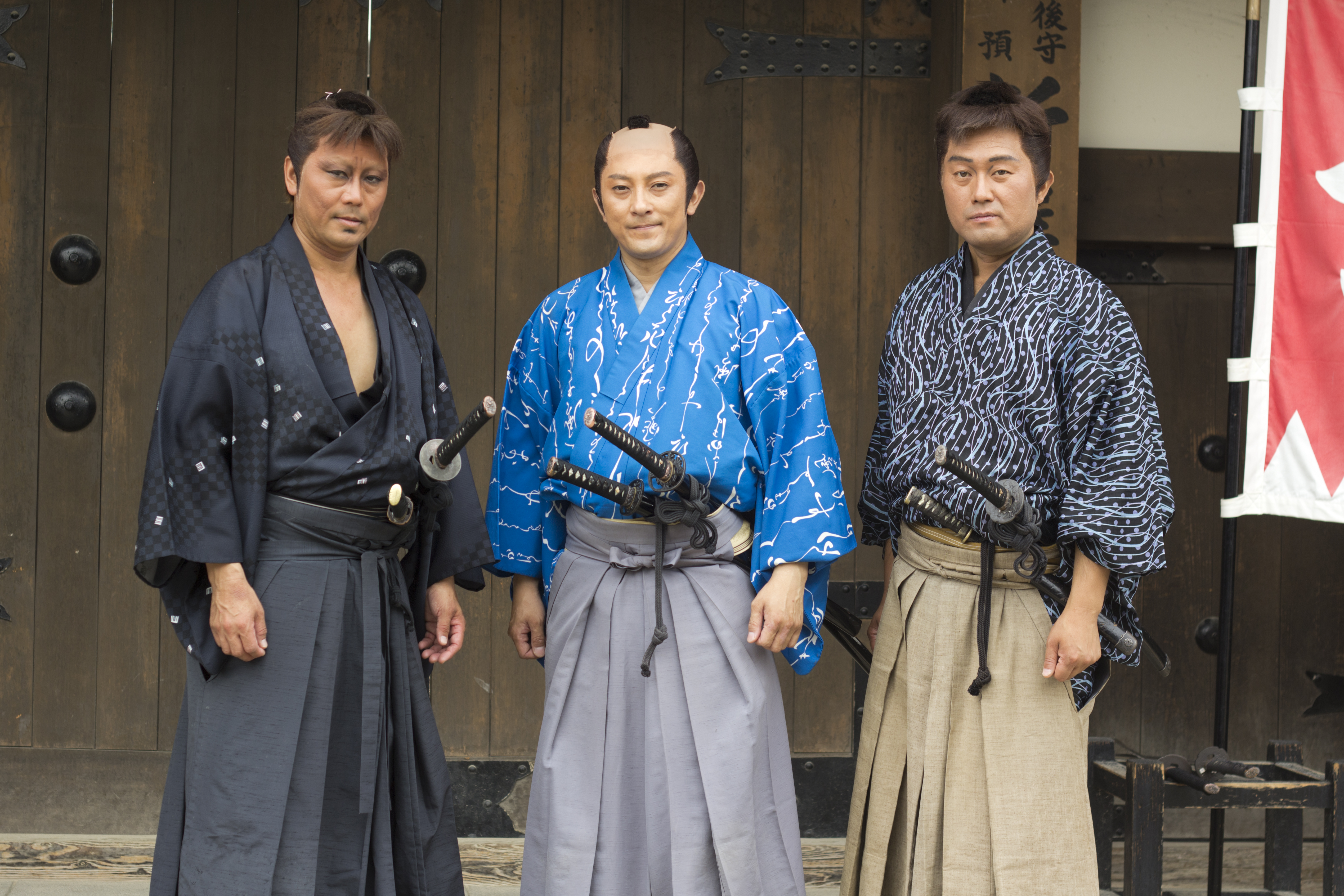
Samurai japonezi

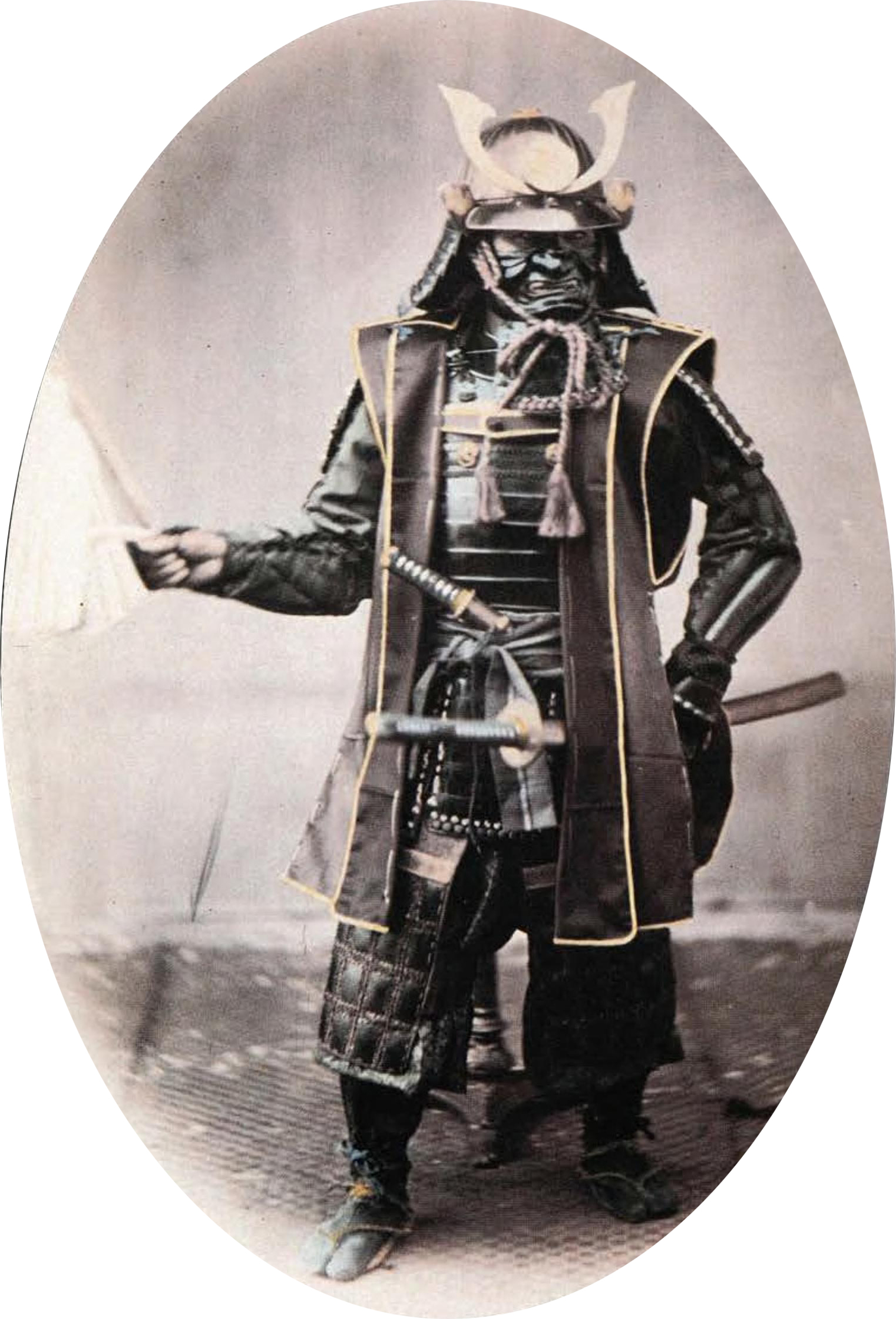
Samurai în costumație completă, circa 1860, fotografie de Felice Beato.

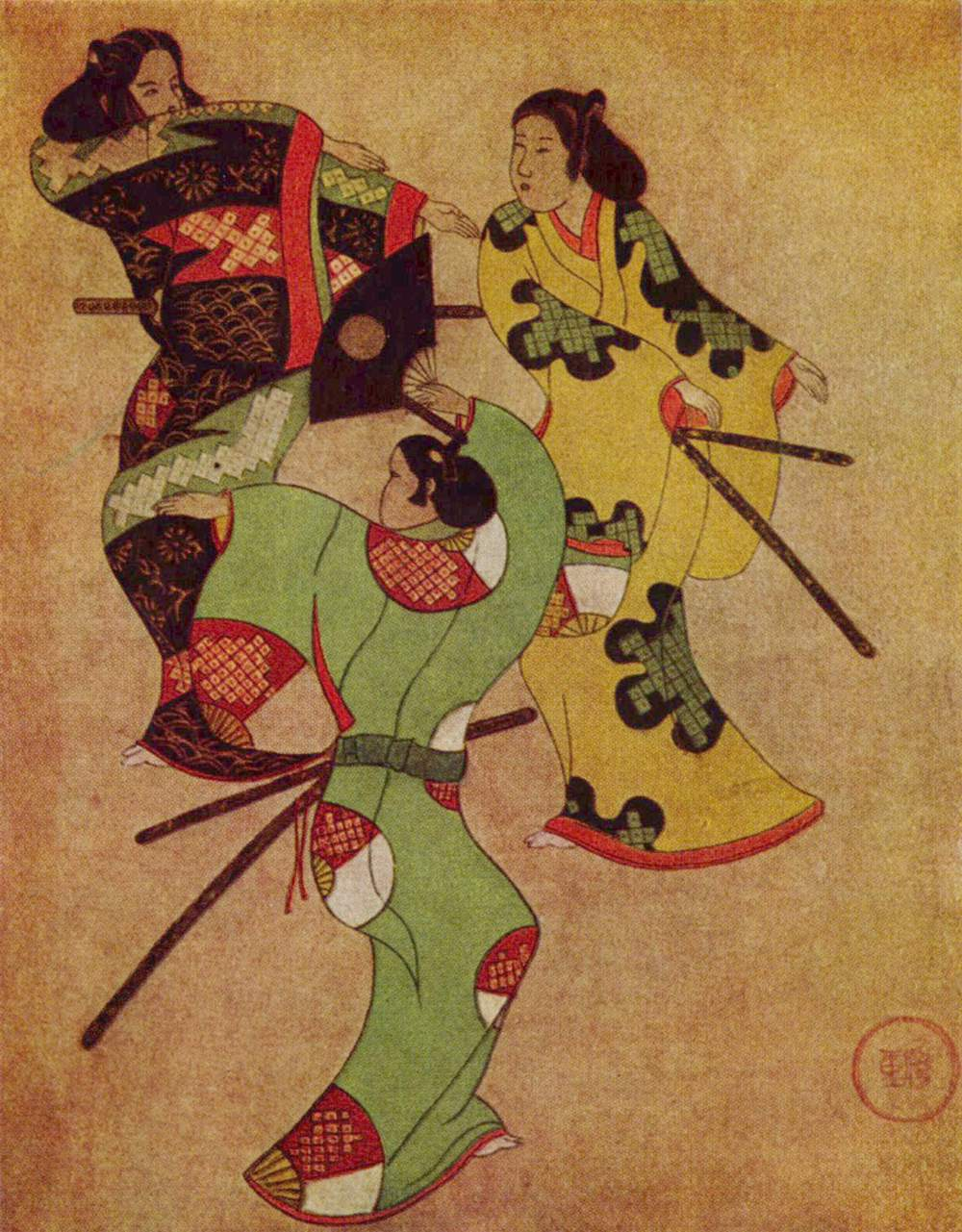
„Cei trei samurai dansatori” de Iwasa Katsushige (1578- 1650).

Au existat și femei samurai. Chiar și ele se ucideau dacă erau îndemnate de soț sau de căpetenia locală.
Samuraiul de orice rang putea ucide fără să dea socoteală pe orice persoană care avea un rang social inferior (țăran sau negustor), după bunul lui plac, indiferent dacă era bărbat, femeie sau copil, indiferent de motiv sau chiar pentru a-și încerca tăișul sabiei. Se crede că sabia samuraiului (katana) era cea mai ageră din lume, chiar mai ageră decât celebra sabie de Damasc.
În Japonia doar samuraiului îi era îngăduit să poarte arme. Oricine ataca un samurai era considerat a fi un răzvrătit și era executat pe loc. De asemenea, oricine vedea un atac de nesupunere și nu informa autoritățile de îndată era omorât, iar pedeapsa sa cădea și asupra familiei sale.

## Istoric
Samuraiului, luptătorul medieval, i s-a atribuit statutul de model suprem și mereu actual al desăvârșirii japoneze.
În secolul al XII-lea existau și războinicii proveniți din rândurile țăranilor, dar aceștia erau puțini. Șefii lor, samuraii, erau stăpânii satelor respective și vasalii direcți ai shogunului. Sub comanda lor se aflau luptători care înainte de a porni la luptă se parfumau, se machiau și își înnegreau dinții, obicei abandonat în anul 1870.

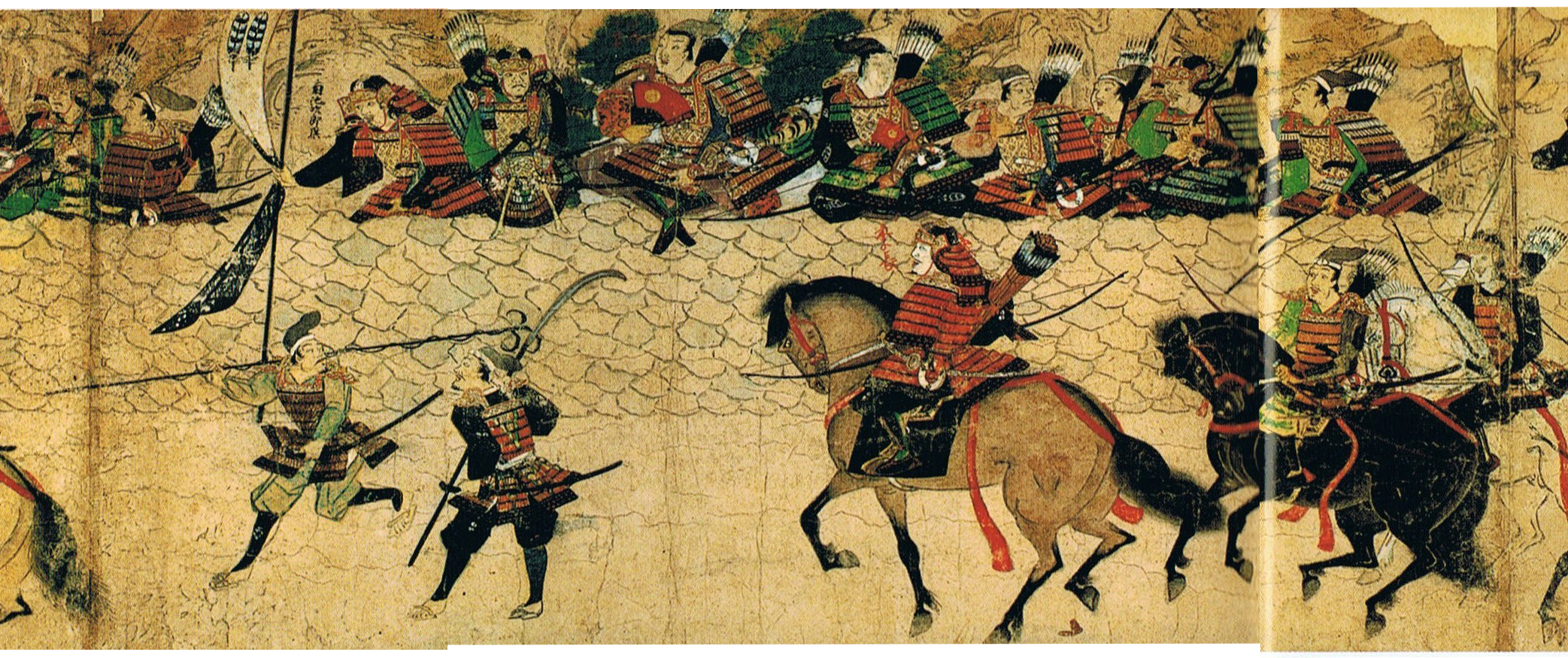
Zid defensiv la Hakata, de Moko Shurai Ekotoba, 1293.

Ca vasali, samuraii datorau suzeranului lor fidelitate necondiționată și asistență militară imediată, după care erau recompensați pentru serviciile prestate. Samuraiul purta două săbii, una lungă (katana) și una scurtă (wakizashi). Ei erau cei care-i apărau pe shogun și pe daimyo – nobilul feudal.
Normele cunoscute sub denumirea de codul „războinicului” (Bushido), nu întotdeauna respectat, exaltau ideea de onoare, de respect față de cuvântul dat, de sacrificiu pentru suzeran și de dispreț față de moarte. Esența codului războinicilor rămânea simțul datoriei. Codul onoarei și al devotamentului absolut pentru seniorul lor sau pentru împărat îi situeaza pe samurai în relație cu cavalerii europeni din evul mediu, dar cu deosebirea că din codul samurailor lipsea idealul religios.
Cel mai mare samurai, secolul al XVII-lea pe nume Miyamoto Musashi spunea că jurământul samuraiului înseamnă devotament până la moarte. Codul războinicului impunea onoare, respect față de cuvântul dat, spirit de sacrificiu și dispreț total față de moarte. Spre a evita umilința captivității, iar mai târziu spre a demonstra credința față de stăpân, sau spre a protesta împotriva conduitei nedrepte a unui superior direct, a apărut obiceiul numit vulgar harakiri - care înseamnă „a-ți spinteca burta” sau, cu un cuvânt mai elegant, derivat din chineză, seppuku. Act voluntar în situațiile indicate mai sus, acest mod de sinucidere devenea obligatoriu când, ca o favoare ce li se făcea samurailor, aceștia erau condamnați la moarte. Pentru înfăptuirea sinuciderii se alegea un pumnal special, un anume cadru (în unele case medievale existau încăperi sau curți interioare anumit destinate) și se stabilea prezența martorilor. Unul dintre martori, cel mai bun prieten, îi făcea sinucigașului serviciul de a-l decapita sau de a-i tăia carotida, după deschiderea abdomenului.
Samuraii cei mai bogați posedau reședințe vaste, putându-i adăposti pe vasalii și pe războinicii lor. Fortărețele erau construcții provizorii, abia în secolul al XVI-lea construindu-se castele fortificate din piatră, asemănătoare celor europene.
În război, samuraiul, călărind pe un cal, încărcat cu harnașamente grele și somptuoase, purta o armură făcută din plăci de fier, coifuri de fier bogat decorate, încălțăminte din piele de urs, un arc mare, tolba cu săgeți, un pumnal și una sau două săbii. Nu lipsea niciodată din echipamentul unui samurai un steag și un evantai de care samuraiul se servea pentru ca gesturile lui să pară cât mai marțiale când dadea ordine trupei. Luptătorii simpli erau echipați mai ușor, desculți sau cu sandale ușoare de papură, purtau pantaloni scurți și jambiere groase de cânepă și piele, o halebardă lungă, o sabie, unii având și arc cu săgeți. Pentru protecție aveau un scut de lemn mare și foarte greu. Un samurai trebuia neapărat să știe să cânte la un instrument, de obicei flaut.

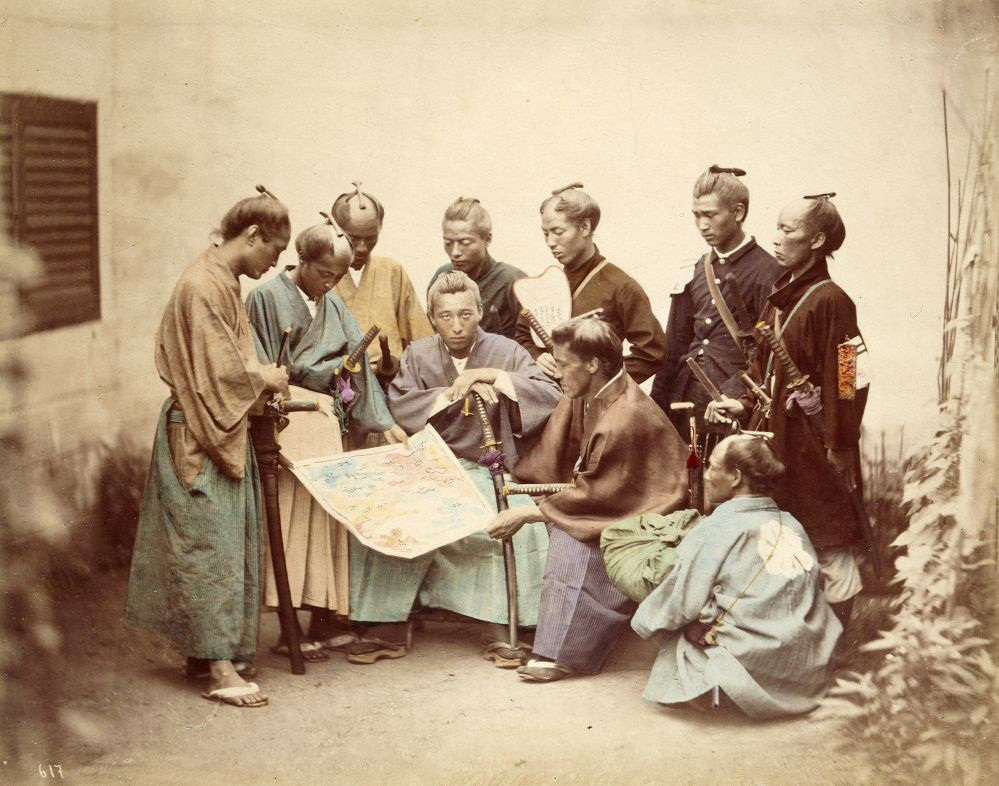
Clan de samurai (Satsuma samurai), în timpul perioadei războiului Boshin, circa 1860, fotografie de Felice Beato.

Înainte de începerea luptei samuraiul cel mai curajos provoca la luptă un războinic, de rang cât mai înalt, din tabăra adversă. Adeseori, în caz de înfrângere aveau loc sinucideri colective, șefii de clan obligând sute de războinici, vasali și servitori să-și ia viața. În unele cazuri, spre a fi un exemplu urmașilor, sinuciderile erau spectaculoase. Prizonierului de rang înalt i se permitea să compună un poem de adio, care apoi era trimis ca amintire familiei lui, împreună cu capul sau cenușa prizonierului. Ceremonii religioase se oficiau în cinstea celor căzuți în luptă. Familia samuraiului decedat îi scria numele pe o tăbliță, păstrată apoi pe altarul casei. În grădină, sub o piatră de mormânt, în locul corpului său, pierdut pe câmpul de luptă, familia îngropa o șuviță de păr sau un obiect drag ce aparținuse războinicului.
În Japonia, la începutul epocii medievale normele de drept cutumiar erau diferite de la o regiune la alta. În general, șeful familiei era acela care își judeca și sancționa membrii familiei și servitorii. Când lipseau dovezi sau martori, o preoteasă-ghicitoare căzând în transă stabilea „adevărul”. Începând din secolul al XIII-lea, cel care judeca toate cauzele era samuraiul local, potrivit unor norme stabilite de guvernul shogunal. Pedepsele erau în funcție nu numai de gravitatea delictului, ci și de poziția socială a vinovatului: cu cât această poziție era mai înaltă, cu atât pedeapsa era mai severă.
Copiii războinicilor purtau încă de mici o sabie de lemn și deprindeau de timpuriu mânuirea arcului și călăritul. Ei erau în general educați și instruiți, în mod sumar, în familie.

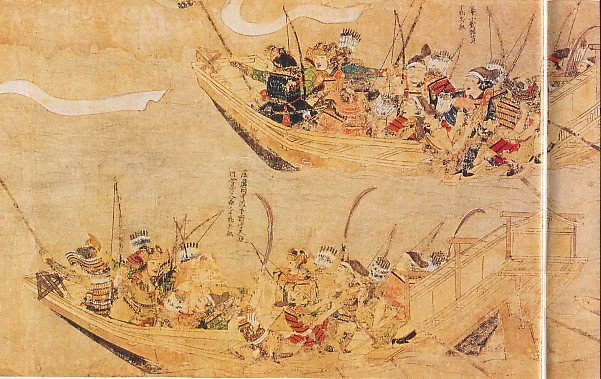
Vase militare japoneze având samuraii gata de atac, Moko Shurai Ekotoba, 1291.

Ceremonia căsătoriei era simplă, constând în schimbul între miri a trei cupe de sake, din care fiecare bea pe rând de câte trei ori. Căsătoria nu se considera consumată decât după nașterea primului copil. În caz că femeia era sterilă, soțul își putea lua în mod liber, fără acordul soției, o concubină. Putea și divorța, deși divorțul era în genere detestat, sau putea să-și repudieze soția, caz în care copiii rămâneau la tată. Soția putea să se despartă de soț nu prin divorț, ci fugind și adăpostindu-se într-o mănăstire, unde, dacă rămânea trei ani, era considerată în mod legal divorțată. Samuraii care nu își puteau permite luxul de a întreține mai multe soții, întrețineau, fără ca cineva să se scandalizeze, măcar temporar o concubină ocazională. În familiile samurailor femeia era respectată; ea conducea treburile casei și se ocupa de educația copiilor. Cunoștea mânuirea arcului și a halebardei, luptând la nevoie alături de soț.
Începând din secolul al XIV-lea s-a instituit obiceiul ca defunctului să i se dea un nume postum. În ajunul înmormântării familia și prietenii se adunau în casa decedatului, pentru priveghi, aducând daruri și flori. Se servea o cină frugală, după care, la lumina torțelor, se duceau cu toții la cimitir unde defunctul era îngropat sau ars împreună cu obiectele la care ținuse cel mai mult. Deasupra mormântului se așeza o grămadă de pietre și se depuneau alimente pentru spiritele înfometate, spre a nu-i tulbura pe cei vii. Văduvele care nu voiau să se recăsătorească își tăiau părul. În timpul doliului se purtau veșminte deosebite, albe și era interzis să se mănânce carne. Doliul dura între 3 și 400 de zile, în funcție de gradul de rudenie.

Invazia mongolă a Japonieił stampa prezintă războinici mongoli și samurai într-o luptă cu arcuri și săgeți.

Esențial de reținut este că niciodată moartea nu i-a îngrozit pe japonezi. Moartea însemna o firească și binefăcătoare reintegrare în natură a defunctului, care devenea spirit, urmând să-i protejeze pe cei vii, dacă aceștia continuau să-l venereze.
În secolul al XIX-lea, un număr apreciabil de samurai sărăciți își refac situația economică devenind comercianți la Nagasaki, Osaka și Edo. Unii dintre aceștia își ridicaseră gradul de pregătire intelectuală, afirmându-se în domeniul literaturii și artelor.
Odată cu instaurarea Erei Meiji din 1868, rolul samuraiului medieval va primi alte valențe, lucru firesc într-o societate care intra în Epoca modernă.

## Vezi și
- Cei patruzeci și șapte de ronini

## Legături externe
- 10 lucruri de știut despre ... Samurai Arhivat în 14 noiembrie 2011, la Wayback Machine., 12 mai 2010, Historia
- Adevarul despre ultimul samurai, 3 octombrie 2007, Adrian Nicolae, Descoperă